# Gouvernement Flandin II
Pour l’article homonyme, voir Gouvernement Pierre-Étienne Flandin (1).
État français (Vichy)
Laval V Darlan
Le second gouvernement Pierre-Étienne Flandin est le deuxième gouvernement du régime de Vichy en France, constitué par Philippe Pétain. Il succède au gouvernement Pierre Laval (5) le 14 décembre 1940 et se termine le 9 février 1941.

## Composition initiale du gouvernement
| Portefeuille                                                                                        | Titulaire | Titulaire                                       | Parti |
| --------------------------------------------------------------------------------------------------- | --------- | ----------------------------------------------- | ----- |
| Chef de l'État français, président du Conseil                                                       |           | Philippe Pétain                                 | SE    |
| Vice-président du Conseil, Secrétaire d'État aux Affaires Étrangères                                |           | Pierre-Étienne Flandin                          | AD    |
| Ministres Secrétaires d'État                                                                        |           |                                                 |       |
| Garde des Sceaux et Secrétaire d’État à la Justice                                                  |           | Raphaël Alibert (jusqu'au 27 janvier 1940)      | DXD   |
| Garde des Sceaux et Secrétaire d’État à la Justice                                                  |           | Joseph Barthélemy (à partir du 27 janvier 1940) | AD    |
| Secrétaire d'État à la Présidence du Conseil (et à l'Information par dans le décret du 13 décembre) |           | Paul Baudouin                                   | DVD   |
| Secrétaire d'État à l'Intérieur                                                                     |           | Marcel Peyrouton                                | SE    |
| Secrétaire d'État aux Finances                                                                      |           | Yves Bouthillier                                | DVD   |
| Secrétaire d'État à la Guerre, commandant en chef des forces terrestres                             |           | Charles Huntziger                               | DVD   |
| Secrétaire d'État à la Marine                                                                       |           | François Darlan                                 | SE    |
| Secrétaire d'État à l'Agriculture                                                                   |           | Pierre Caziot                                   | SE    |
| Secrétaire d'État à la Production industrielle et au Travail                                        |           | René Belin                                      | DVG   |
| Secrétaires d’État                                                                                  |           |                                                 |       |
| Secrétaire d'État à l'Aviation, rattaché au ministère de la Marine                                  |           | Jean Bergeret                                   | SE    |
| Secrétaire d'État à l'Instruction publique, rattaché au ministère de la Justice                     |           | Jacques Chevalier                               | DXD   |
| Secrétaire d'État aux Communications, rattaché au ministère des Finances                            |           | Jean Berthelot                                  | SE    |
| Secrétaire d'État aux Colonies, rattaché au ministère des Affaires Étrangères                       |           | Charles Platon                                  | SE    |
| Secrétaire d'État au Ravitaillement, rattaché au ministère de l'Agriculture                         |           | Jean Achard                                     | SE    |

### Secrétaires et commissaires généraux
| Portefeuille                                                    | Titulaire | Titulaire            | Parti |
| --------------------------------------------------------------- | --------- | -------------------- | ----- |
| Secrétaire général à la Justice                                 |           | Georges Dayras       | SE    |
| Secrétaire général aux Finances publiques                       |           | Henri Deroy          | SE    |
| Secrétaire général à l'Instruction publique                     |           | Adolphe Terracher    | SE    |
| Secrétaire général à la présidence du Conseil                   |           | Jean Fernet          | DXD   |
| Secrétaire général à la Jeunesse                                |           | Georges Lamirand     | SE    |
| Secrétaire général du chef de l'État                            |           | Auguste Laure        | SE    |
| Secrétaire général aux Questions économiques                    |           | Olivier Moreau-Néret | SE    |
| Secrétaire général aux Travaux publics et Transports            |           | Maurice Schwartz     | SE    |
| Commissaire général à l'éducation physique et aux sports        |           | Jean Borotra         | PSF   |
| Secrétaire général au Ravitaillement (nommé le 30 janvier 1941) |           | Jacques Billiet      | SE    |